# Aphantopus paludominimus
Aphantopus paludominimus är en fjärilsart som beskrevs av Varin 1968. Aphantopus paludominimus ingår i släktet Aphantopus och familjen praktfjärilar. Inga underarter finns listade i Catalogue of Life.